# Reynolds (Illinois)
Reynolds es una villa ubicada en el condado de Rock Island en el estado estadounidense de Illinois. En el Censo de 2010 tenía una población de 539 habitantes y una densidad poblacional de 561 personas por km². Se encuentra a poca distancia al este del río Misisipi que la separa de Iowa.

## Geografía
Reynolds se encuentra ubicada en las coordenadas 41°19′55″N 90°40′20″O / 41.33194, -90.67222. Según la Oficina del Censo de los Estados Unidos, Reynolds tiene una superficie total de 0.96 km², de la cual 0.96 km² corresponden a tierra firme y (0%) 0 km² es agua.

## Demografía
Según el censo de 2010, había 539 personas residiendo en Reynolds. La densidad de población era de 560,94 hab./km². De los 539 habitantes, Reynolds estaba compuesto por el 97.96% blancos, el 0% eran afroamericanos, el 0% eran amerindios, el 0% eran asiáticos, el 0% eran isleños del Pacífico, el 0.74% eran de otras razas y el 1.3% pertenecían a dos o más razas. Del total de la población el 1.86% eran hispanos o latinos de cualquier raza.